# Zicky Té
Izaquel Gomes Té, mais conhecido como Zicky Té, nascido na Guiné-Bissau a 1 de Setembro de 2001, é um jogador profissional de futsal que joga atualmente pelo Sporting Clube de Portugal e pela Seleção Portuguesa de Futsal.
A 4 de outubro de 2021, foi agraciado com o grau de Comendador da Ordem do Infante D. Henrique.

## Palmarés

### Clube

#### Sporting CP
- Liga dos Campeões (1)
  - 2020-21

- Campeonato Nacional (2)
  - 2020-21, 2021-22

- Taça de Portugal (2)
  - 2019-20, 2021-2022

- Taça da Liga (2)
  - 2020-21, 2021-22

- Supertaça (1)
  - 2021

### Seleção de Portugal
- Campeonato Europeu (1)
  - 2022
- Campeonato Mundial (1)
  - 2021